# Меданос

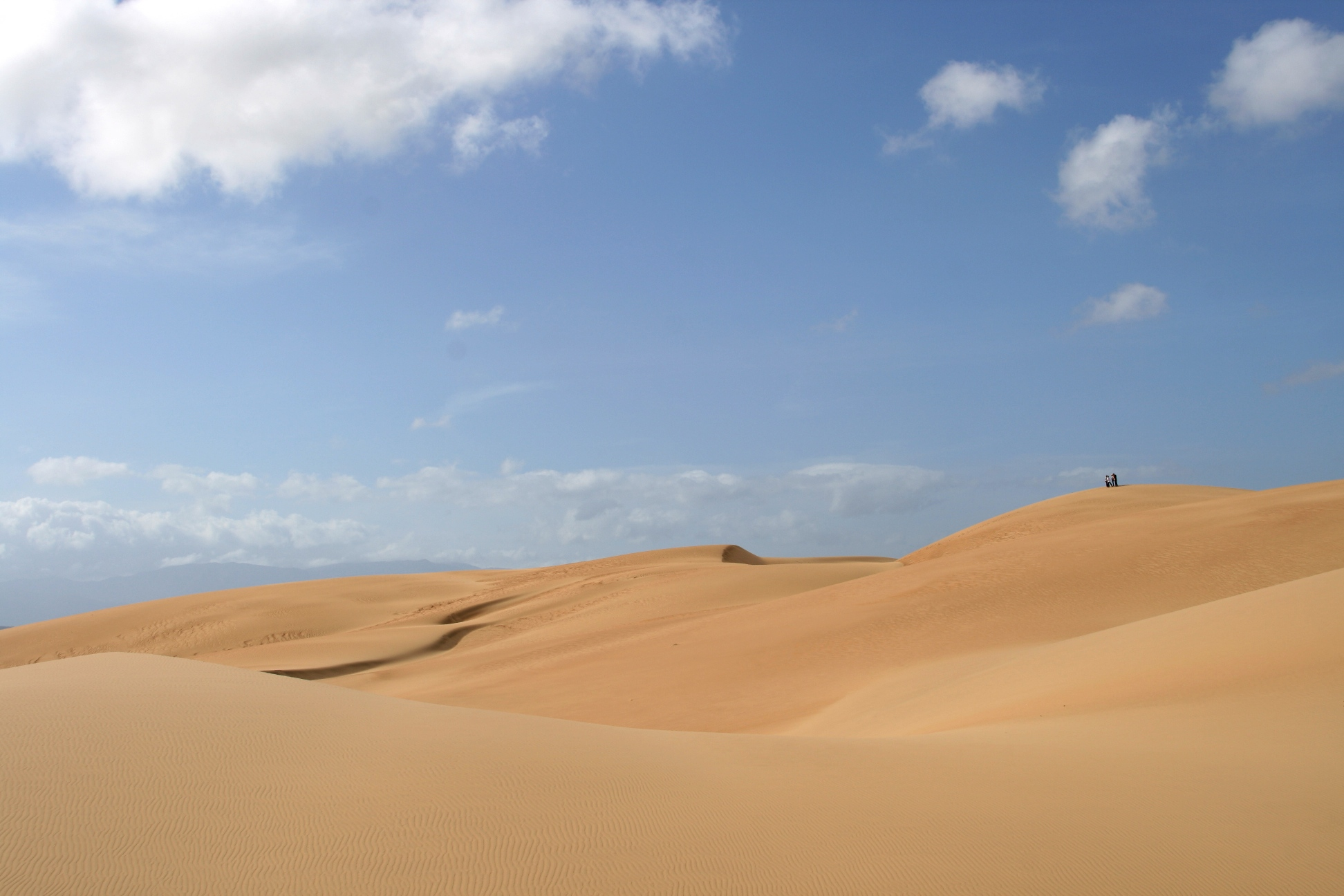

Меданос (исп. Los Médanos de Coro) — национальный парк на северо-западе Венесуэлы, расположенный в штате Фалькон. Представляет собой единственную в стране пустыню. Находится недалеко от города Коро и в непосредственной близости от дороги, ведущей к полуострову Парагуана. Парк был создан в 1974 году.
Площадь парка составляет более 912,8 км² (из которых 421,6 км² составляют континентальные суши и более 491,2 км² — морскую часть) и включает в себя перешеек Меданос и прибрежную пустыню, включающую также солончаки. Массивные песчаные дюны, известные под названием «меданос», могут достигать здесь площади 5×30 км, 40 м в высоту и постоянно меняют свою форму под воздействием ветра и погоды.
Дожди здесь редки, поэтому флора парка представлена в основном колючими кустарниками. Фауна, как и флора, довольно бедная: здесь обитают ящерицы, зайцевые, муравьи, голубиные, лисы. Посетители могут перемещаться среди дюн на верблюдах (которые были завезены сюда много лет назад). Добраться до парка можно на автобусе или на такси от города Коро.
В декабре 1999 года, когда в Венесуэле имело место масштабное наводнение, от которого более всего пострадал штат Варгас, сильные дожди образовали среди дюн парка четыре лагуны.